# Черкасский химический комбинат
Черкасский химический комбинат «Азот» (укр. Черкаський хімічний комбінат "Азот") — предприятие в городе Черкассы.

## История

### 1962—1991
Строительство химического комбината на окраине Черкасс началось осенью 1962 года. В конце 1963 года строительству был присвоен статус Всесоюзной ударной комсомольской стройки, а в 1965 году первая очередь предприятия была введена в эксплуатацию. 14 марта 1965 года была получена первая продукция комбината — аммиак.
10 января 1970 года на Черкасском химкомбинате была запущена в эксплуатацию вторая очередь аммиачного производства (мощностью 360 тыс. тонн в год) и цех по производству аммиачной селитры (мощностью 450 тыс. тонн в год).
11 января 1971 года комбинат выдал первую партию гранулированной аммиачной селитры.
В 1972 году на химкомбинате были введены в эксплуатацию дополнительные производственные мощности.
В 1975 году химкомбинат получил статус производственного объединения.
В 1976 году комбинат был награждён орденом «Знак Почёта».
В 1979 году комбинат получил почётное наименование: «имени Комсомола Украины».
По состоянию на начало 1985 года, в состав ПО «Азот» входили три производства (аммиака, минеральных удобрений и ионообменных смол), производственным объединением был освоен выпуск 44 видов продукции, при этом основной продукцией являлись аммиак, аммиачная селитра, аммиачная вода и ионообменные смолы. В 1985 году на комбинате были введены в эксплуатацию новые мощности по производству синтетических смол и пластмасс.

### После 1991
В 1995 году производственное объединение «Азот» было преобразовано в открытое акционерное общество. В июле 1995 года Кабинет министров Украины утвердил решение о приватизации предприятия.
В августе 1997 года ПО «Азот» было включено в перечень предприятий, имеющих стратегическое значение для экономики и безопасности Украины.
В июле 2013 года на предприятии был выполнен капитальный ремонт цеха М-9 по производству аммиачной селитры мощностью 82 тыс. тонн продукции в месяц, что позволило улучшить качество продукции, снизить расходы сырья, а также снизить расход электроэнергии на выпуск 1 тонны аммиачной селитры с 30,508 до 29,708 кВт. Расходы на проведение ремонтных работ составили 10,3 млн гривен.
Положение предприятия осложнилось после того, как 29 сентября 2014 года Кабинет министров Украины принял постановление № 488, которым правительство Украины запретило производителям минеральных удобрений пользоваться природным газом из подземных хранилищ газа до конца отопительного сезона. В ноябре 2014 года руководство холдинга «Ostchem» (в состав которого входит черкасский химкомбинат «Азот») обратились в окружной административный суд Киева с просьбой признать незаконным и отменить действие постановления правительства Украины о запрете на использование газа из ПХГ для нужд предприятий химической промышленности (поскольку природный газ был необходим для работы предприятия).
В апреле 2015 года черкасский «Азот» приостановил работу в связи с отсутствием сырья, в сентябре 2015 года завод возобновил работу.
7 марта 2017 в связи с наличием задолженности по оплате природного газа "Укртрансгаз" остановил поставки газа на комбинат. В течение трёх месяцев предприятие не функционировало, но 16 июня 2017 возобновило работу.
1 ноября 2018 года Россия ввела санкции против завода.